# Stanisław Szczepaniak
Stanisław Szczepaniak (* 17. August 1934 in Kościelisko; † 21. Juni 2015) war ein polnischer Biathlet.
Stanisław Szczepaniak startete in seiner aktiven Zeit für WKS Legia Zakopane. Er nahm an der erstmals ausgetragenen Biathlon-Weltmeisterschaft 1958 in Saalfelden teil und wurde dort mit Stanisław Zięba, Stanisław Styrczula und Stanisław Gąsienica-Sobczak im inoffiziellen Staffelwettbewerb Vierter. 1964 trat er erstmals bei Olympischen Winterspielen an und wurde in Innsbruck im Einzel über 20 Kilometer 18. Die Biathlon-Weltmeisterschaft 1965 in Elverum brachte den Gewinn der Bronzemedaille an der Seite von Józef Rubiś und Gąsienica-Sobczak hinter Norwegen und der Sowjetunion im inoffiziellen Staffelrennen. 1966 war die Staffel offiziell im Programm. Nun kam Stanisław Łukaszczyk zu den dreien und die polnische Staffel gewann in dieser Besetzung die Silbermedaille hinter dem norwegischen Team. Zudem wurde Szczepaniak Siebter im Einzel. In Altenberg konnte der Pole 1967 hinter Wiktor Mamatow die Silbermedaille im Einzel gewinnen. Es war die letzte polnische Einzelmedaille bei einer WM bis Tomasz Sikora 1995 den Weltmeistertitel gewinnen konnte. 1968 startete Szczepaniak in Grenoble bei seinen zweiten Olympischen Spielen und belegte die Ränge vier sowohl im Einzel wie auch mit Józef Rózak, Andrzej Fiedor und Stanisław Łukaszczyk im Staffelwettbewerb. Bei nationalen Meisterschaften gewann Szczepaniak 1968 den Titel im Einzel.